# Canthigaster ocellicincta
Canthigaster ocellicincta és una espècie de peix de la família dels tetraodòntids i de l'ordre dels tetraodontiformes.

## Morfologia
- Els mascles poden assolir 7,5 cm de longitud total.[4][5]

## Hàbitat
És un peix marí, de clima tropical i associat als esculls de corall que viu entre 10-53 m de fondària.

## Distribució geogràfica
Es troba a l'oest del Pacífic: des de les Filipines i l'est d'Indonèsia fins a Fiji, les illes Ryukyu, la Gran Barrera de Corall, Nova Caledònia i Tonga.

## Observacions
És inofensiu per als humans.